# Ikelohyaena abronia
La ikeloiena (Ikelohyaena abronia) è un mammifero carnivoro estinto, appartenente agli ienidi. Visse tra il Miocene superiore e il Pliocene inferiore (circa 6 – 5 milioni di anni fa) e i suoi resti fossili sono stati ritrovati in Africa. È considerato un possibile antenato dell'attuale iena striata (Hyaena hyaena). 

## Descrizione
Questa iena era di aspetto molto simile alle iene attuali, in particolare alla iena striata e alla iena bruna. Le dimensioni corporee erano paragonabili a quelle delle specie attuali, e l'altezza al garrese doveva arrivare ai 70 centimetri. Le proporzioni corporee erano quasi identiche: le zampe posteriori erano più corte di quelle anteriori, anche se la differenza non era così marcata come nelle forme attuali. Il cranio e la dentatura erano già specializzati per rompere le ossa. Ikelohyaena, in ogni caso, conservava alcune caratteristiche primitive, come una coda piuttosto lunga e un primo dito della mano piuttosto sviluppato e dotato di un artiglio. 

## Classificazione
I fossili di Ikelohyaena sono stati ritrovati in varie zone dell'Africa, in particolare nel sito sudafricano di Langebaanweg. Questo animale è considerato uno ienide piuttosto evoluto, probabilmente vicino all'origine dell'attuale iena striata (Hyaena hyaena).

## Paleoecologia
In alcuni giacimenti, i fossili di Ikelohyaena sono stati ritrovati insieme ai fossili di un altro ienide appartenente al genere Parahyaena (P. howelli) considerato un antenato dell'attuale iena bruna. Si suppone che questi due animali occupassero due nicchie ecologiche ben distinte, al contrario dei loro discendenti attuali, i cui areali non si sovrappongono, poiché occupano la medesima nicchia ecologica. Sembra che Ikelohyaena non fosse dotata di un morso potente quanto quello delle iene attuali.